# Río Picuezo
El río Picuezo nace en la Sierra de la Paramera y es un afluente del Adaja.

## Recorrido
El río nace en una zona llamada Los Acarreaderos a 1765 m, aunque uno de sus afluentes nace a 1965 m en la zona de Portacho Zapatero.
El todavía arroyo se despeña por la ladera de umbría de la Sierra de la Paramera, dejando un pinar de  pino albar de repoblación en su margen derecha en la zona  de Las Tejeas y una zona de matorrales de piornos en la margen izquierda en La Poveda, topónimo que hace referencia a la vegetación. Se conservan todavía pequeños abedulares de Betula celtiberica, de gran valor ecológico.
El río debe su nombre a un pico que destaca sobre el río en el curso alto llamado El Picuezo con 1439 m, frente a los 1250 m por donde pasan las aguas. En la margen izquierda al oeste del Picuezo destaca otro pico llamado El Gavilán que con sus 1523 m y sus empinadas paredes convierten este espacio en un paraje singular.
Pasado El Picuezo situado en la margen derecha, en margen izquierda están las paredes del Cerro del Castillo (1508 m), donde se localiza el castro vetón de Ulaca, cuya toponimia, Las Chinitas o Los Campanarios hacen referencia al relieve. En esta zona se encuentran una serie de viejos molinos
que aprovechaban la fuerza hidráulica para moler trigo, cebada, etc y que se llaman Molino del Quemado, Molino de Navalpino, Molino del Conde, Molino de Enmedio y Molino de Abajo, este ya situado cerca del núcleo de Palacio. Aguas abajo atraviesa un cordel que en dirección oeste bordeando el piedemonte norte de la sierra  va buscando la Cañada Real Leonesa Occidental. Atraviesa ya en pleno valle  Riatas, entidad menor perteneciente al municipio de Sotalbo. Ya en el valle y con un recorrido meandriforme atraviesa los pagos de Prado de Río Belchor, Los Recorvos, El Mesegar, Las Zorreras y Las Casqueras para desembocar en el Adaja en la zona denominada Las Lagunas a 1090 m de altura y frente al antiguo trazado de la calzada romana que viene de Niharra, camino del Puerto del Pico.